# 葉鯛
葉鯛，又稱灰葉鯛，俗名大目仔，為輻鰭魚綱鱸形目的其中一個科。

## 分布
本魚分布於印度西太平洋區，包括日本南部、南海、越南、澳洲西部及北部、台灣等海域。

## 深度
水深30至60公尺。

## 特徵
本魚體近卵圓形側扁。被粗糙櫛鱗，不易脫落。頭大，口傾斜，下頷稍突出，上頷有副骨，鋤骨及腭骨亦細小，舌上無齒。側線鱗片約60枚，體黃褐色或灰褐色，有金色光澤。背鰭單一，硬棘8枚及軟條11至14枚；臀鰭硬棘3枚及軟條9至12枚；尾鰭後緣略呈彎月型或截平。體側有7至9條縱走之褐色條紋，眼下至鰓蓋下角有一褐色帶，老成時則消失。體長可達40公分。

## 生態
棲息於沿海附近岩礁之較深海域中。以小型魚類為食。

## 經濟利用
食用魚，適合紅燒，亦可作為觀賞魚。